# Saint-Jean-d’Alcapiès
Saint-Jean-d’Alcapiès (okzitanisch Sent Joan d’Aucàpias) ist eine französische Gemeinde des Départements Aveyron in der Region Okzitanien (vor 2016 Midi-Pyrénées) mit 223 Einwohnern (Stand 1. Januar 2022). Administrativ ist sie dem Kanton Saint-Affrique und dem Arrondissement Millau zugeteilt.

## Geografie
Saint-Jean-d’Alcapiès liegt etwa 20 Kilometer südsüdwestlich von Millau und etwa 55 Kilometer südöstlich von Rodez in der historischen Region der Rouergue. Umgeben wird Saint-Jean-d’Alcapiès von den Nachbargemeinden Roquefort-sur-Soulzon im Norden, Saint-Jean-et-Saint-Paul im Süden und Osten sowie Saint-Affrique im Westen.

## Bevölkerungsentwicklung
| Jahr                      | 1962 | 1968 | 1975 | 1982 | 1990 | 1999 | 2006 | 2013 |
| ------------------------- | ---- | ---- | ---- | ---- | ---- | ---- | ---- | ---- |
| Einwohner                 | 137  | 139  | 118  | 110  | 133  | 163  | 242  | 266  |
| Quelle: Cassini und INSEE |      |      |      |      |      |      |      |      |

## Sehenswürdigkeiten
- Dolmen
- Kirche aus dem 19. Jahrhundert